# Deuteria
Deuteria – królowa Franków (od 533 do 536) przez drugie małżeństwo z Teodebertem I, królem Austrazji i Reims.

## Życiorys
Galo-Rzymianka z Prowansji. Pochodząca prawdopodobnie z możnej rodziny z Owerni, Deuteria byłaprawdopodobnie związana z Sydoniuszem Apolinarym, świętym Awitusem z Vienne i cesarzem Awitusem. Przed ślubem z Teodebertem żyła w Septymanii (obecnie w przybliżeniu odpowiada regionowi Langwedocja-Roussillon we Francji) która była wówczas w posiadaniu Wizygotów. Miała męża i córkę Adię.

## Królowa Franków
W celu zdobycia regionu Septymania, Teodebert I poprowadził kampanię wojskową w 533. Zajął najpierw miasto Die, później Lodève i Béziers, a następnie wysłał do zarządcy Cabrières żądanie kapitulacji ludności. Aby uniknąć niepotrzebnego rozlewu krwi Deoteria wysłała list którego treść przytacza Grzegorz z Tours: „Bardzo dobry panie, nikt nie może ci się oprzeć. Oddajemy ci nasze miasto i nas samych jako poddanych”.
Teodebert I musiał jednak opuścić Septymanię, gdyż w Austrazji umierał jego ojciec Teuderyk I (rok 534), i to on miał objąć po nim następstwo, jego rywalami byli stryj Chlotar I i Childebert I. Po uzyskaniu tytułu króla, wziął Deuterię za żonę. Byli małżeństwem w latach 533–534, choć planowano małżeństwo Teodeberta z Wizygardą (Wisigardis), córką króla Longobardów Wacho.
Deuteria urodziła syna Teudebalda. Małżeństwo miało też córkę Bertoare.

## Dzieciobójstwo
W 536 roku, myśląc, że jej wówczas nastoletnia córka Adia stanie się jej rywalką, Deuteria zabiła swą córkę. Prawdopodobnie obawiała się, że jej mąż Teodebert I zwróci uwagę na jej rozkwitającą urodę.
Morderstwo miało miejsce w pobliżu Verdun. Deuteria wsadziła córkę do powozu ciągniętego przez dzikie woły. Adia jeździła powozem w pustym zbiorniku obok mostu nad rzeką Moza. W pewnym momencie jej matka dała znak, żeby spuścić wodę do zbiornika i Adia utopiła się w rzece.

## Odrzucenie
Arystokracja Austrazji niechętna obcej królowej zmusiła Teodeberta I do jej oddalenia i poślubienia Wizygardy.
Po tym morderstwie status Deuterii jako królowej Franków i ulubionej żony króla Teodeberta uległ zmianie. Pod naciskiem arystokracji wzięli rozwód i Deoteria została wydalona z dworu męża zostawiając tam nieletniego syna Teudebalda. Król zmarł kilka lat później, ale nikt nie odważył się wezwać matki następcy tronu z powrotem do pałacu.